# عبد الخالق فهيد
عبد الخالق فهيد (مواليد 3 مايو 1964) هو ممثل وفنان كوميدي مغربي، كان في بداية حياته ملاكم مدة تسع سنوات وتحول إلى التمثيل، تتميز شخصيته عن سواه من نجوم الكوميديا بلغته الحوارية الممزوجة باللهجة البدوية، كما تميز بحركاته البهلوانية المضحكة.

## مسيرته الفنية
بدأ عبد الخالق فهيد مشواره الفني من خشبة المسرح، بعد أن قضى تسع سنوات من عمره في ممارسة رياضة الملاكمة، قبل أن يتجه صدفة إلى عالم الفن. ورغم أن دخوله المجال لم يكن مخططًا له، إلا أن عشقه للفكاهة وحضوره القوي مكنه من أن يشق طريقه بثبات.
في بداياته، شكّل فهيد ثنائيًا ناجحًا رفقة الفنان محمد ظهرا، حيث نسج الاثنان علاقة صداقة قوية وتركا بصمة مميزة في الساحة الفنية. بعد ذلك، انضم إلى فرقة مسرح الحي، وهناك تعززت تجربته الفنية، وشارك في عروض ناجحة من بينها مسرحية شرح ملح التي لقيت استحسانًا كبيرًا من الجمهور.
لم يقتصر حضوره على المسرح فقط، بل انتقل إلى الشاشة الصغيرة وحقق نجاحًا واسعًا من خلال عدد من السيتكومات التي عرفت رواجًا كبيرًا لدى الأسر المغربية، منها: مول الطاكسي، عنداك أ ميلود، الفهايمية، ومبارك ومسعود. كما شارك في لجنة تحكيم برنامج كوميديا على القناة الأولى، حيث ساهم بخبرته في اكتشاف وتشجيع المواهب الشابة في مجال الفكاهة.

## أعماله

### مسرحيات
- 1995: ولد الدرب
- 1998: شرح ملح
- 2000: حب وتبن
- 2005: فوق السلك

### مسلسلات
- 1998: السراب
- 1998: أبواب النافذة
- 1998: عيش نهار تسمع خبار
- 2000: ميلود و رابحة
- 2001: الهاربان
- 2001: ميستر ميلود
- 2003: عنداك أ ميلود
- 2006: مول الطاكسي
- 2007: شريكتي مشكلتي
- 2008: مبارك ومسعود
- 2009: الخبار فراسك
- 2009: دبا تزيان
- 2011: لفهايمية
- 2012: ولد القايد
- 2022: أنا وكانتي
- 2023: ديرو النية

### أفلام
- 2001: شفاه الصمت
- 2014: ولكم واسع النظر
- 2018: مسعود سعيدة وسعدان

## وصلات خارجية
- عبد الخالق فهيد على موقع IMDb (الإنجليزية)
- عبد الخالق فهيد على موقع قاعدة بيانات الأفلام العربية